# 透明人間 (小説)
『透明人間』（とうめい にんげん、英: The Invisible Man、1897年）は、H・G・ウェルズのSF小説。アメリカの作家ラルフ・エリソンにも同じタイトルの作品（英: Invisible Man）があるが、そちらは通常『見えない人間』と訳されることが多い。

## 概要
優生思想を持った科学者が自らが開発した薬品によって透明人間に変身し、ロンドン郊外の村で巻き起こす数々の事件を描いた作品で、SF小説の古典として有名である。
薬品によって人間が変身するというアイディアは、スティーヴンソンの『ジキル博士とハイド氏』から得てはいるものの、薬と特殊な照明をあてる機器を併用する事によって透明化するという点で大きく異なる。
また、主人公の科学者は透明になる以前から研究資金を得るために父親を死に追いやり、傲慢な性格により孤立し、研究に取りつかれて行く姿や、透明になった事で優劣思想がより悪化して非道の限りを尽くす姿を描いている。

## 翻訳
- 『科學小説　？之人』（堀口熊二訳）東亞堂書房、1913年。
- 『透明人間』（宇野利泰訳）東京創元社、1956年。
- 『透明人間』（宇野利泰訳）創元推理文庫、1964年。
- 『透明人間』（橋本槙矩訳）旺文社文庫、1977年。
- 『透明人間』（宇野利泰訳）ハヤカワ文庫、1978年。
- 『透明人間』（武富紀雄訳）潮文社、1979年。
- 『透明人間』（南山宏訳）フォア文庫、1991年。
- 『透明人間』（橋本槙矩訳）岩波文庫、1992年。
- 『透明人間』（唐沢則幸訳）集英社、1996年。
- 『透明人間』（雨沢泰訳）偕成社文庫、2003年。

## 映画化
- 『透明人間』（ジェイムズ・ホエール監督）、1933年。
- 『透明人間』（リー・ワネル監督）、2020年。1933年の映画のリブート作品。

なお、1954年の日本映画『透明人間』（小田基義監督）及び2000年の『インビジブル』（ポール・バーホーベン監督）もは本作とは直接無関係。1992年のアメリカ映画『透明人間』（ジョン・カーペンター監督）の原作は、本作ではなくH・F・セイントの小説『透明人間の告白』である。